# Friginatica
Genre
Synonymes
- Sulconacca Marwick, 1924 †[1]

Friginatica est un genre de mollusques gastéropodes de la famille des Naticidae. L'espèce-type est Friginatica beddomei.

## Liste d'espèces
Selon World Register of Marine Species (29 octobre 2017) :
- Friginatica beddomei (Johnston, 1885)
- Friginatica compressa (Marwick, 1924) †
- Friginatica conjuncta Dell, 1953
- Friginatica marshalli Marwick, 1931 †
- Friginatica marwicki Beu, 1970 †
- Friginatica pisum Hedley, 1916
- Friginatica prisca (Marwick, 1924) †
- Friginatica suturalis (Hutton, 1877) †
- Friginatica vaughani (Marwick, 1924) †